# زیبلو
زیبلو (انگلیسی: Zibello) یک شهرک در استان پارما، ایتالیا است.
این شهرک دارای ۲۳٬۶۲ کیلومتر مربع مساحت و ۹۱۰ نفر جمعیت در سال ۲۰۱۱ بوده‌است.

## نگارخانه

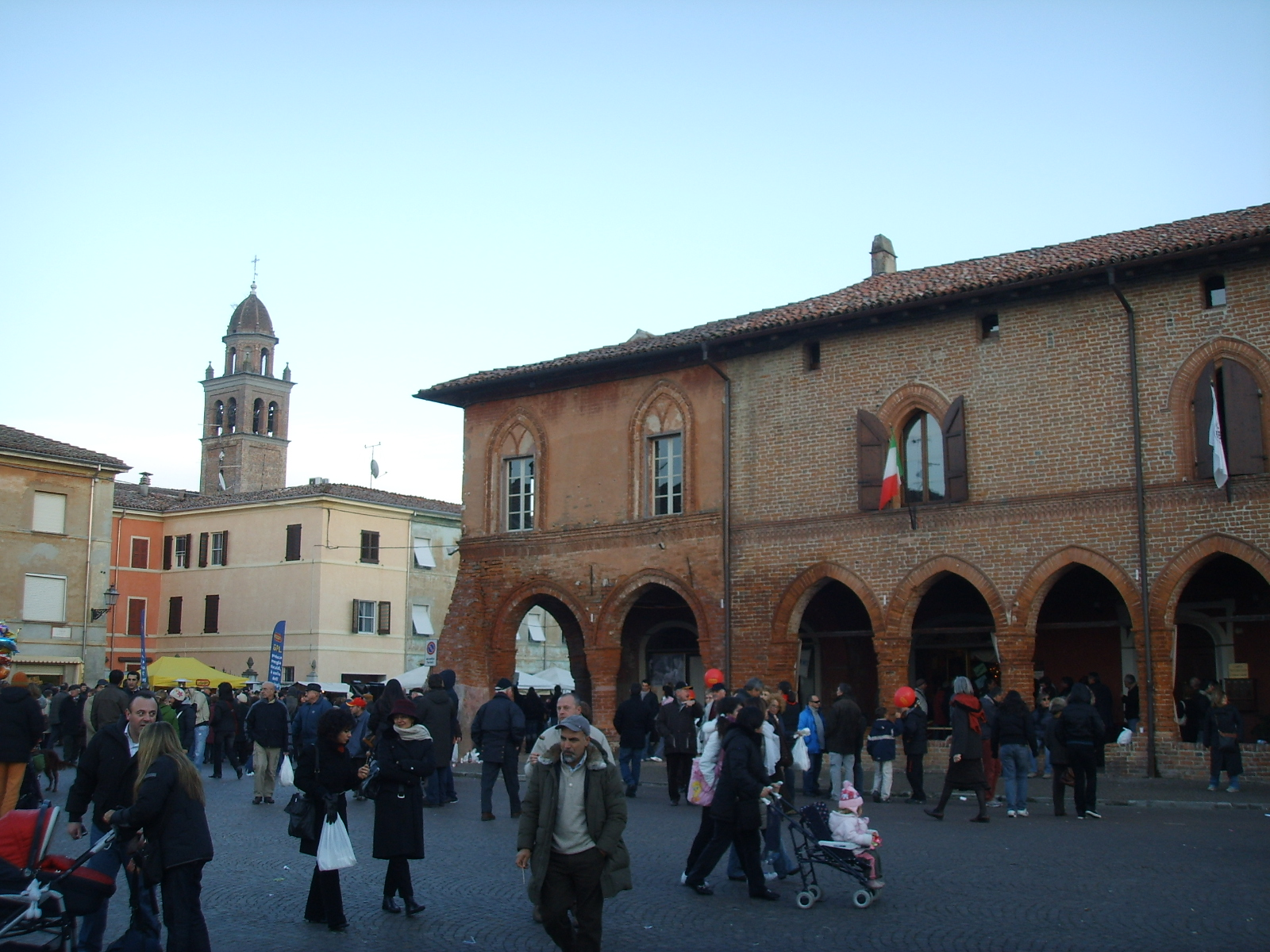
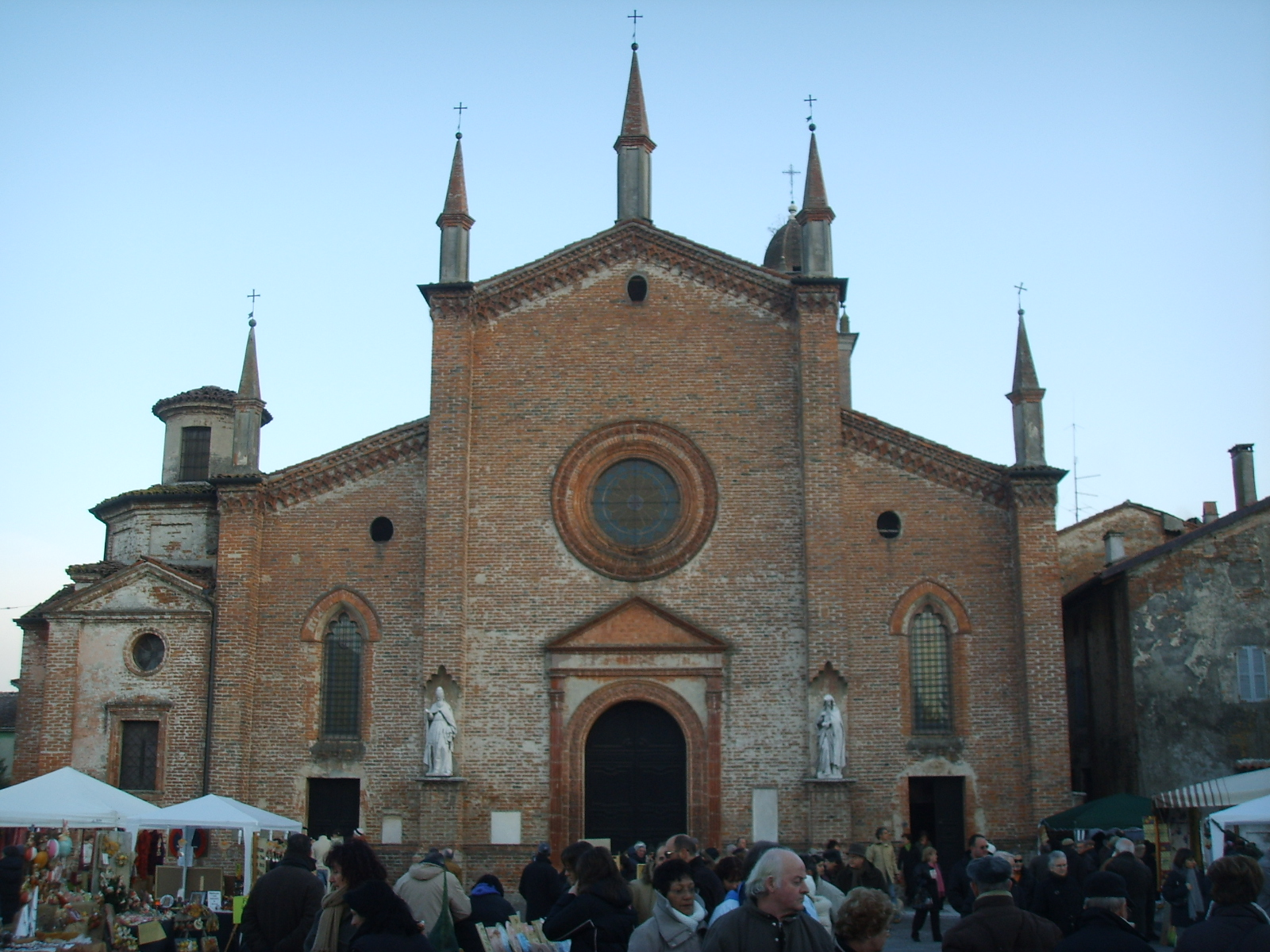
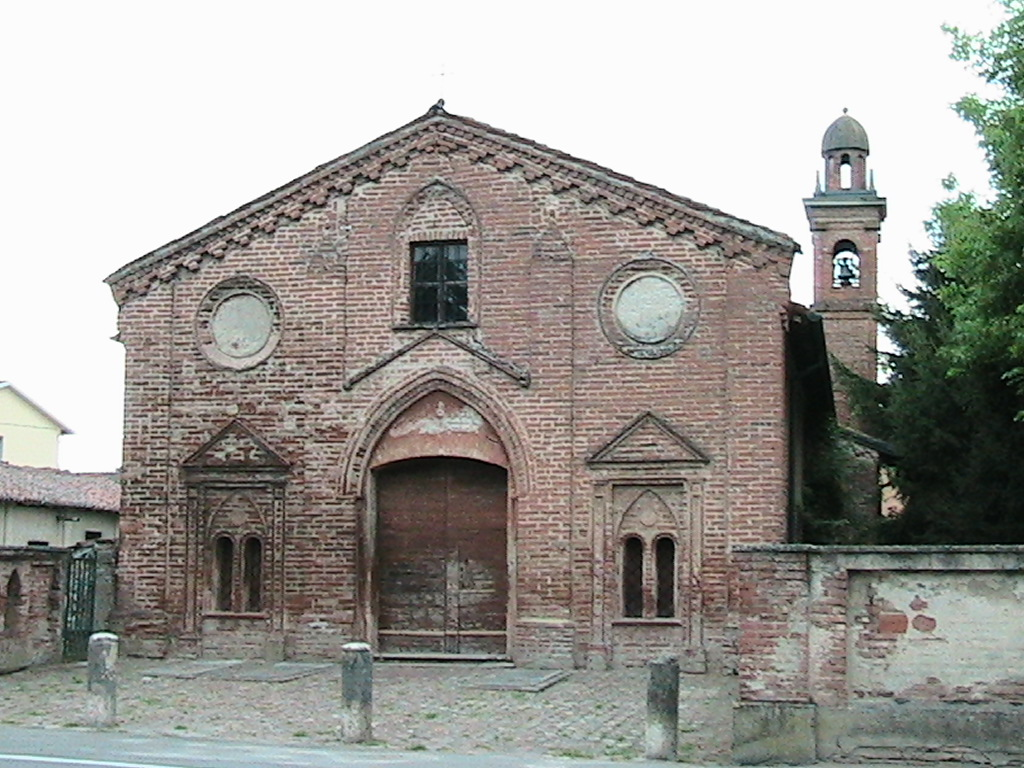
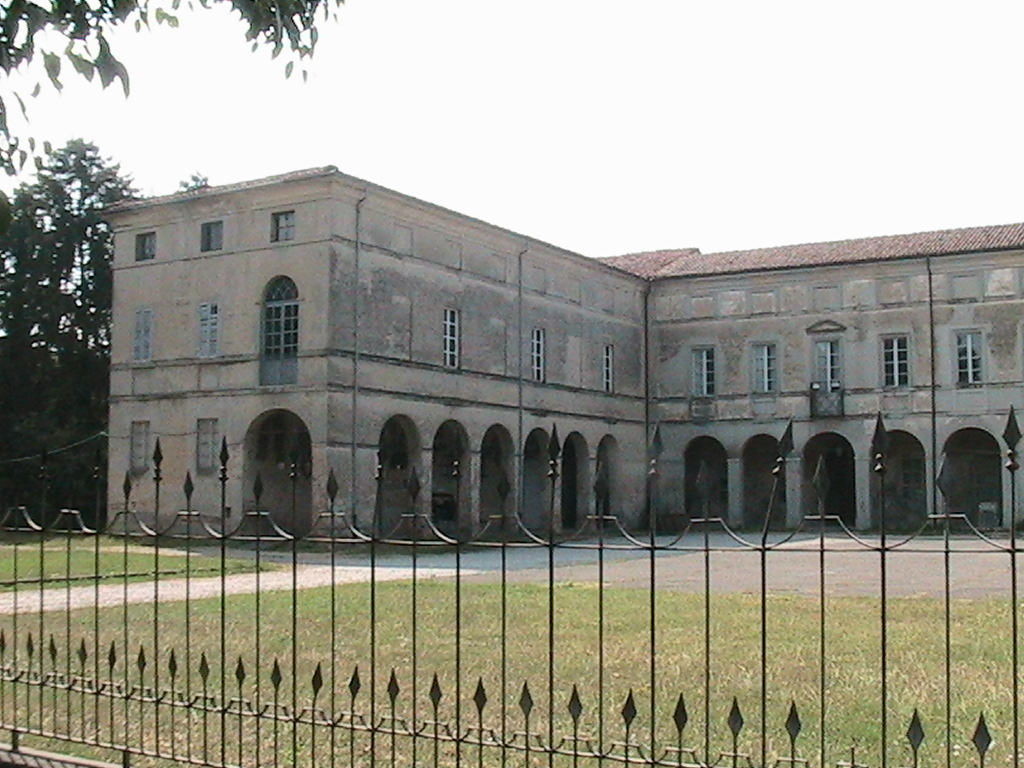
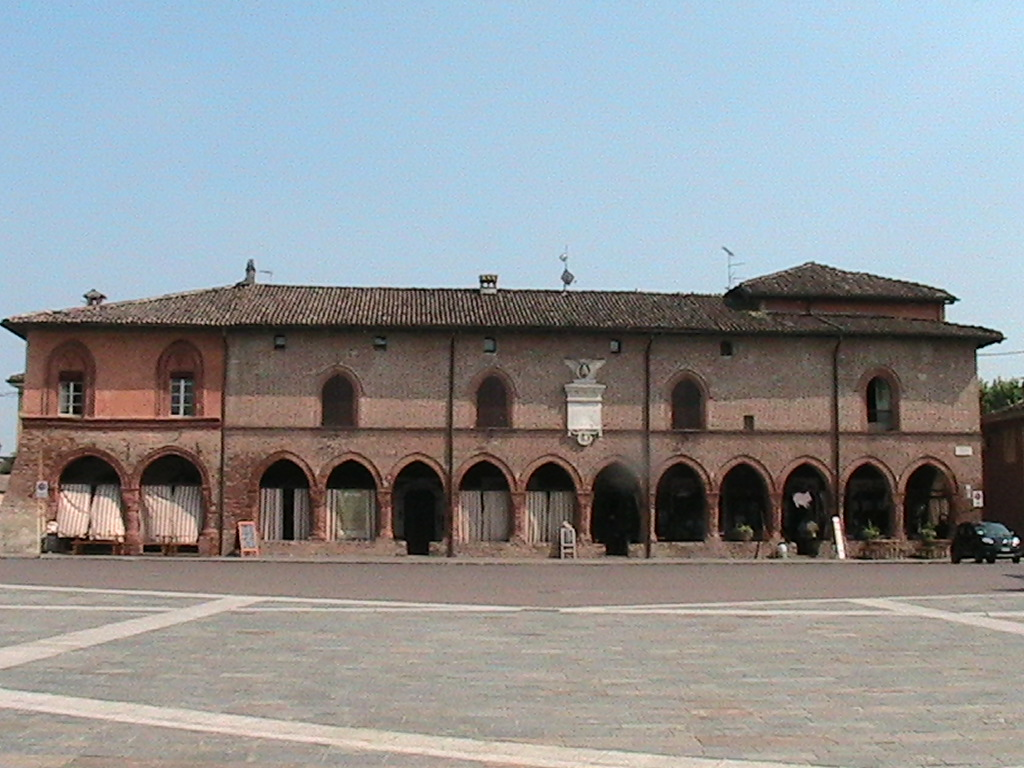